# Norwood (Nowy Jork)
Norwood – wieś w Stanach Zjednoczonych, w stanie Nowy Jork, w hrabstwie St. Lawrence.